# 迪桑斯河
46°10′49″N 7°25′08″E / 46.180253°N 7.4189385°E

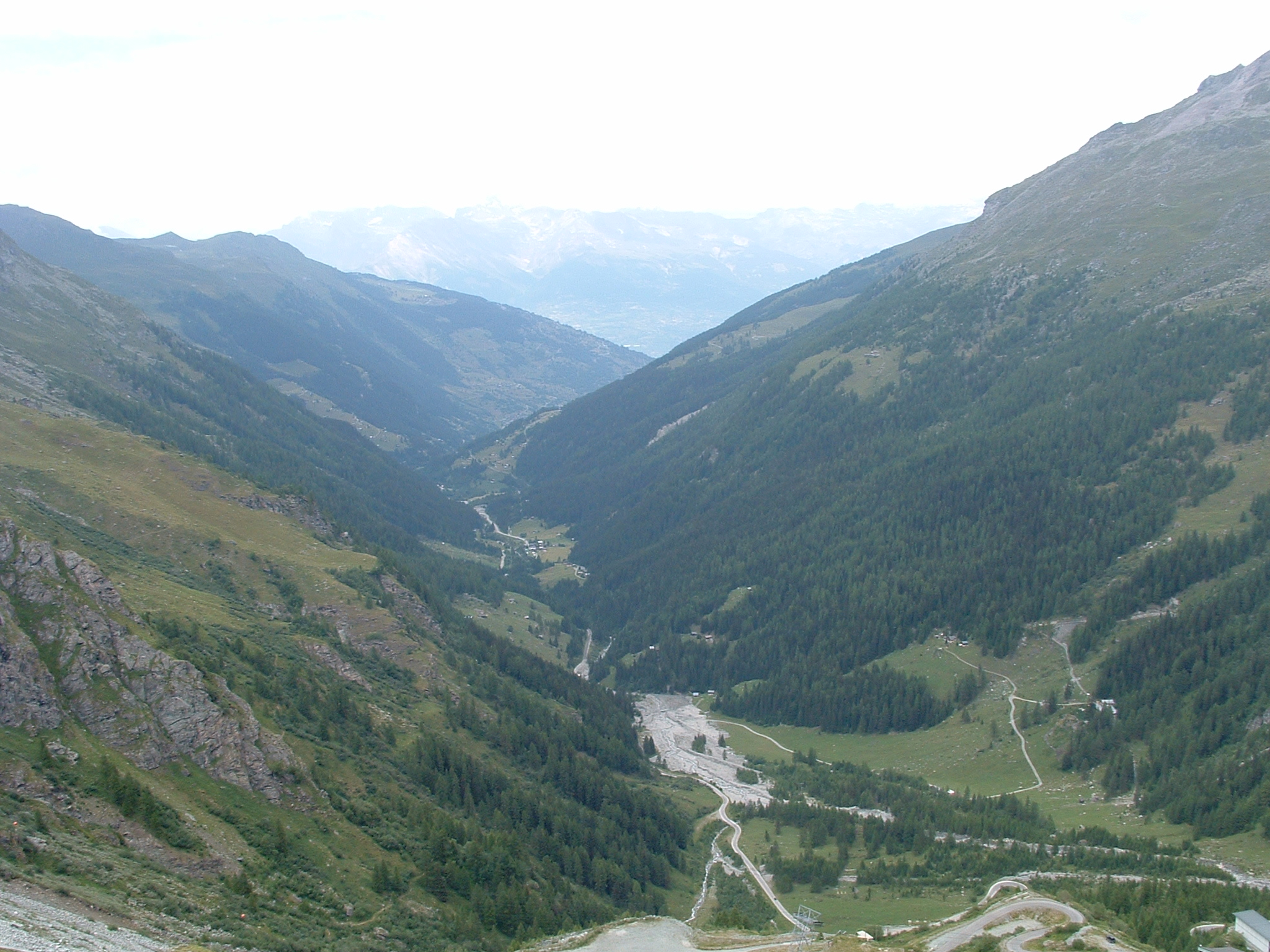

迪桑斯河是瑞士的河流，位於該國西南部，流經瓦萊州，屬於博爾涅河的左支流，處於本寧阿爾卑斯山脈地區，河道全長12公里，流域面積105平方公里。